# Горбунов, Василий Владимирович
Васи́лий Влади́мирович Горбуно́в, также известный под псевдонимом Пурьгине (31 июля [13 августа] 1914, село Лобаски, Нижегородская губерния — 11 декабря 1983, Москва) — советский эрзянский писатель, литературовед, критик и педагог. Доктор филологических наук (1970), профессор (1982), член Союза писателей СССР (1953).

## Биография

### Ранние годы
Родился 31 июля (13 августа) 1914 года в деревне Лобаски (ныне Ичалковский район Мордовии) в крестьянской семье. Мордвин (эрзя) по происхождению. Отец — Владимир Яковлевич Горбунов, коммунист и красный командир, погиб во время Гражданской войны. Вместе со старшим братом Иваном Василий занимался тяжёлым физическим трудом в деревне. Окончил начальную школу в 1928 году и Большеаратскую школу крестьянской молодёжи Лукояновского уезда Нижегородской губернии. В 1930 году поступил в Лукояновский мордовский педтехникум, но через год ушёл из него и приехал в родное село преподавать русский язык на курсах трактористов колхоза.

### Образование
Принят в 1933 году на мордовское отделение литературного факультета Саранского педагогического института (позднее — Мордовского государственного педагогического института имени А. И. Полежаева), который окончил в 1937 году. В 1937—1938 годах — преподаватель Саранского педагогического училища. Репрессирован, освобождён в 1939 году. В 1940—1944 годах Горбунов преподавал в Инсарском педагогическом училище, был также его завучем и директором, заведующим Инсарским РОНО. Преподавал русский и мордовский языки и литературу, приобретя авторитет опытного методиста. Член ВКП(б) с 1943 года. В довоенные годы публиковал селькоровские заметки, а также печатал свои стихи и рассказы в периодической мордовской печати.

### Партийная и преподавательская деятельность
В 1943 году Горбунов был избран секретарём Мордовского обкома ВЛКСМ, через год направлен в аппарат Мордовского обкома ВКП(б), где работал секретарём и помощником 1-го секретаря. Несмотря на большую занятость партийными делами, В. В. Горбунов выступал не раз перед учителями и встречался с мордовскими литераторами. В 1945 году попал на учёбу в Высшую партийную школу при ЦК ВКП(б), при реорганизации которой зачислен аспирантом Академии общественных наук при ЦК ВКП(б) по теории и истории литературы, где учился в 1946—1950 годах. Успешно защитил в 1949 году диссертацию «Борьба Н. Г. Чернышевского за реалистический путь развития русской литературы» и занялся литературно-критической деятельностью по мордовской литературе. В 1950—1959 годах — директор Научно-исследовательского института языка, литературы истории и экономики при Совете Министров Мордовской АССР, руководитель кафедры литературы в областной партийной школе и редактор литературно-художественного альманаха «Изнямо» («Победа»). Уделял много внимания подготовке кандидатов и докторов наук, которые пополнили ряды преподавателей высших учебных заведений республики и внесли существенный вклад в развитие экономики, культуры и народного образования Мордовской АССР. Коллектив НИИ выпускал книги по языку и литературе, истории и экономике, этнографии и археологии, укрепляя связи с учёными Москвы и автономных республик Поволжья.
В 1958—1972 годах работал старшим преподавателем и доцентом Мордовского государственного университета, где читал историко-литературный курс мордовской литературы и методику преподавания родной литературы, а также вёл спецкурсы по социалистическому реализму и истории русской литературной критики. В то время циклы филологических дисциплин вели такие коллеги Горбунова, как М. М. Бахтин, И. Д. Воронин, А. И. Маскаев, Н. Ф. Цыганов, Н. И. Черапкин. Помимо этого, Горбунов выступал с критическими статьями в печати, читал доклады на съезде писателей, обсуждал материалы редакционного портфеля журнала «Сятко» («Искра») и беседовал не раз с артистами драмтеатра по постановке национальных спектаклей. В 1972—1983 годах Горбунов был заведующим сектором методики родных языков и литературы НИИ национальных школ Министерства просвещения РСФСР в Москве, где впервые в истории развития национальной школы РСФСР организовал научный коллектив, занимавшийся проблемами изучения родных литератур в автономных республиках и областях РСФСР. К середине 70-х годов Горбунов выработал концептуальные положения новой научной школы и пути их осуществления.

### Научные работы
Как учёный, Горбунов известен благодаря публикации более 100 работ на тему мордовского литературоведения и литературной критики (с 1940-х годов) и около 30 работ по методике преподавания филологических дисциплин в национальной школе (в 1970-е — 1980-е годы). Среди ведущих статей выделяются «Пути развития мордовской литературы» (1949), «К вопросу о формировании мордовской социалистической поэзии» (1953), «Литература возрожденного народа» (1957), «Мордовские народные песни» (1957), «На пути, роста» (1960) и другие. В его трудах была выработана концепция развития мордовской литературы как составной части духовной культуры народа и части литератур народов СССР. В 1963 году в работе «Голос жизни» Горбунов дал оценку произведениям таким мордовских поэтов, как А.Эскин, П.Торопкин, М.Трошкин, И.Шумилкин, А.Тяпаев, И.Калинкин, С.Кинякин, а также составил литературные портреты мордовских писателей. В 1967 году он опубликовал работу «Мордовской литературе пятьдесят лет», в которой рассказал о литературном процессе в Мордовии и успехах мордовской поэзии, прозы и драматургии.
Уже при жизни в Москве В. В. Горбунов занимался вопросами изучения родных языков в национальной школе, изложив свои мысли в статьях «Научно-методические проблемы обучения родному и русскому языкам в условиях развивающегося билингвизма» и «Об обучении устной родной речи и грамоте в национальных детских садах РСФСР». Он продолжал заниматься литературоведением и критикой, руководя научно-методической школой по вопросам изучения родной литературы: публиковал статьи по творчеству Н. Г. Чернышевского, А. Н. Толстого и других писателей, материалы по мордовской литературе на страницах журналов «Сятко» и «Мокша», писал книгу об известном певце И. М. Яушеве и выступал по телевидению. Как научный руководитель он подготовил около 20 кандидатов филологических и педагогических наук из представителей различных народов СССР.

### Учебные пособия
Горбунов же является составителем первых учебников и хрестоматий для общеобразовательных школ и вузов. В 1950 году совместно с Н. П. Дружининым он составил программу по мордовской литературе VIII—X классов для национальной школы. Первое учебное пособие «Мордовской советской литературась» («Мордовская советская литература») вышло в 1952 году специально для VIII—X классов национальной школы, а через год вышла хрестоматия по литературе, составленная в соавторстве с М. Талабаевым и В. Беззубовым. В 1956 году Горбуновым опубликован первый «Очерк истории мордовской советской литературы» — в 1956 году, а в 1973 году вышла монография «Поэзия — душа народа» о мордовской социалистической поэзии.
Горбунов заложил идею изучения литературы в два этапа: первый этап предусматривал литературное чтение с усвоением минимума теоретико-литературных понятий (с 4 по 6 классы), а второй — изучение истории литературы (с 7 по 10 классы), и этот принцип продолжил действовать в дальнейшем. Также Горбунов считал создание теории учебника по родной литературе важнейшим условием поднятия на современный уровень процесса преподавания и изучения национальной литературы в школе, при этом литература должна изучаться в единстве национального и интернационального. Ещё одним аспектом он считал усвоение учащимися родного литературного языка. Наиболее полное и всестороннее обоснование принципов изучения родной литературы нашло в учебном пособии «Изучение родных литератур в национальных школах РСФСР», изданном в 1982 году Горбуновым. Также он является соавтором трёхтомной «Истории мордовской литературы» (1968, 1971, 1974) и многих других учебников по мордовской литературе.

### Драматургия
В литературе Горбунов оставил свой след как автор серии драматургических произведений, среди которых выделяются пьесы «Эрямонь юрсто» («На жизненной основе», 1966), «Кадалиця» («Пустоцвет», 1968), «Валскесь кирвайсь» («Начало дня») и многие другие.

## Награды
Награждён медалью К. Д. Ушинского, знаком «Отличник народного просвещения», несколькими Почётными грамотами Президиума Верховного Совета Мордовской АССР, Министерства просвещения РСФСР, Центрального Комитета ВЛКСМ.

## Память
Скончался 11 декабря 1983 года в Москве, похоронен в Саранске. Уже после кончины Горбунова в свет вышли две его книги: «Признание» (1984) об исследовании современных процессов развития мордовской литературы и «Морыцянть од поразо» («Юность певца», 1988), беллетризированная биография И. М. Яушева.